# Vasile Jercălău
Vasile Jercălău (n. 5 mai 1968, Adâncata, Ialomița) este un fost fotbalist român, care pe parcursul carierei a jucat la mai multe echipe românești cum ar fi Dinamo București, Unirea Urziceni și Apulum Alba Iulia. A evoluat pe poziția de fundaș dreapta. A făcut parte din lotul care avea să aducă echipei din Alba-Iulia promovarea în prima divizie pentru prima dată în istoria clubului.

## Cariera de jucător

Vasile Jercălău salutând publicul, după meciul cu Petrolul Ploieşti 2003-2004

Vasile Jercălău își face debutul în prima ligă în data de 02.04.1986 jucând pentru echipa Dinamo București într-un meci împotriva echipei FC Olt Scornicești, meci pe care Dinamo București îl căștigă cu scorul de 1-0. Înainte să activeze în prima ligă Vasile Jercălău a jucat la echipe precum Unirea Urziceni, Unirea Slobozia și Electroaparataj. Cât timp joacă în prima ligă, reușește să acumuleze 284 de selecții și să marcheze 31 de goluri. Printre reușitele memorabile din carieara sa, se numără un gol marcat din penalty împotriva formației Universitatea Craiova în finala Cupei României sezonul 1990-1991. Pe plan internațional Vasile Jercălău joacă un singur meci în 27 septembrie 1989, jucând pentru formația Flacăra Moreni în UEFA Cup împotriva formației FC Porto. Vasile Jercălău va juca doar în meciul jucat pe terenul celor de la Flacăra Moreni, meci încheiat cu scorul de 1-2. Ultima parte a carierei sale de jucător și-o petrece la formația Apulum Alba-Iulia, în cadru căreia joacă pe postul de fundaș dreapta, purtând tricoul cu numărul 2.

## Cariera de antrenor
În vara anului 2007 Vasile Jercălău preia, în calitate de antrenor, echipa satelit FCM II Bacău, echipă situată în a treia ligă. Parcursul bun al echipei sub conducerea lui Vasile Jercălau îl determină pe finanțatorul echipei FCM Bacău, Dumitru Sechelariu să-l considere pe Vasile Jercălău pentru postul de antrenor principal al echipei FCM Bacău, echipă ce activează în a doua ligă , dar își schimbă decizia în ultimul moment, și-l alege pe Costel Orac pentru acest post. În 2008 Vasile Jercălău continuă să antreneze cu succes echipa FCM II Bacău, având ca obiectiv principal promovarea în liga a doua.